# Västra Vingåkers kommunala realskola
Västra Vingåkers kommunala realskola var en kommunal realskola i Vingåker verksam från 1950 till 1969.

## Historia
Skolan fanns 1950 som kommunal mellanskola vilken 1 juli 1952 ombildades till en kommunal realskola.
Realexamen gavs från 1954 (eventuellt även tidigare) till 1969.
Skolbyggnaden används efter realskoletiden av Slottsskolan.